# Torrecilla de la Torre
Torrecilla de la Torre ist ein Ort und eine spanische Gemeinde (municipio) mit nur noch 28 Einwohnern (Stand: 2024) im Zentrum der Provinz Valladolid in der Autonomen Region Kastilien-León.

## Lage und Klima
Der ca. 760 m hoch gelegene Ort Torrecilla de la Torre liegt in der Iberischen Meseta knapp 33 km (Fahrtstrecke) westlich von Valladolid bzw. ca. 21 km nördlich der historisch bedeutsamen Kleinstadt Tordesillas. Das Klima im Winter ist kalt, im Sommer dagegen warm bis heiß; der spärliche Regen (ca. 385 mm/Jahr) fällt verteilt übers ganze Jahr.

## Bevölkerungsentwicklung
| Jahr      | 1857 | 1900 | 1950 | 2000 | 2019 |
| Einwohner | 151  | 109  | 98   | 36   | 35   |

Der kontinuierliche Bevölkerungsrückgang im 20. Jahrhundert ist im Wesentlichen auf die Mechanisierung der Landwirtschaft und die Aufgabe von bäuerlichen Kleinbetrieben zurückzuführen (Landflucht).

## Wirtschaft
Die Einwohner der Gemeinde lebten jahrhundertelang hauptsächlich als Selbstversorger von der Landwirtschaft, zu der auch ein wenig Viehzucht (Schafe, Ziegen, Hühner) und in geringem Umfang auch der Weinbau gehörte. Erwirtschaftete Überschüsse konnten bei fahrenden Händlern getauscht oder auf den Märkten von Valladolid verkauft werden.

## Geschichte

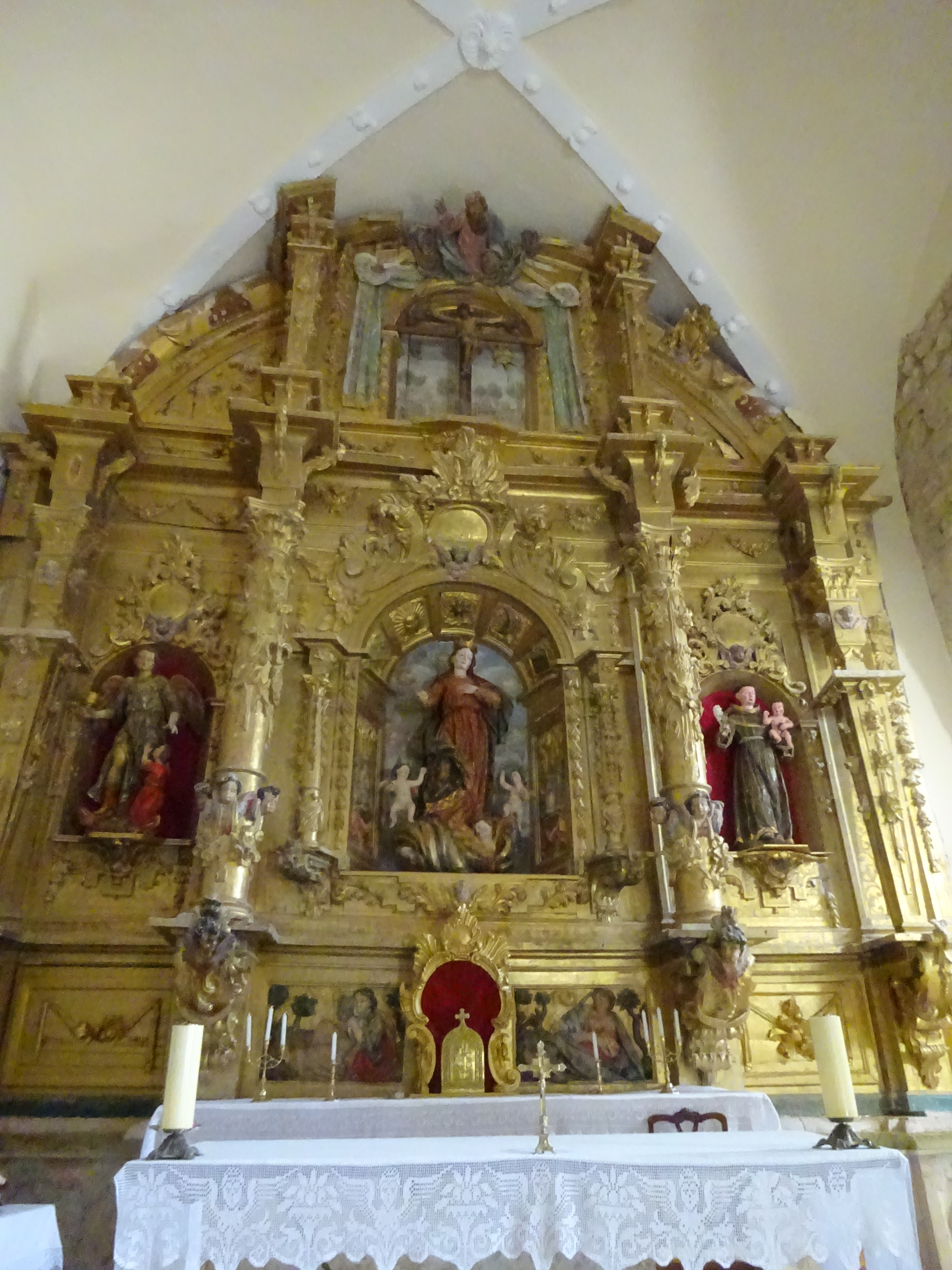
Altarretabel

Die frühe Geschichte des Ortes dürfte ähnlich der des Nachbarortes Torrelobatón sein; es wurden weder Römische noch westgotische oder maurische Funde gemacht. Im 9. Jahrhundert eroberten asturisch-leonesische Heere die Gebiete nördlich des Duero zurück (reconquista). Ende des 10. Jahrhunderts machte der maurische Heerführer Almansor die christlichen Erfolge vorübergehend wieder zunichte, doch begann danach die Phase der Wiederbevölkerung (repoblación) mit Christen aus allen Teilen der Iberischen Halbinsel.

## Sehenswürdigkeiten
Auch wenn die zum Teil aus nur wenig bearbeiteten Natursteinen errichtete örtliche Pfarrkirche (Iglesia de San Salvador) sehr schlicht und gedrungen wirkt, ist sie dennoch ein Bau des 16. Jahrhunderts; die rechteckigen Fenster und der frühbarocke Glockengiebel (espandaña) weisen darauf hin. Die dreischiffige Kirche hat einen überdachten Eingang auf der Südseite. Durchaus sehenswert ist das spätbarock-churriguereske Altarretabel in der flach schließenden Apsis.